# VisionOS
VisionOS — операционная система Apple для гарнитуры смешанной реальности Apple Vision Pro (Spatial Computer). Она основана на ядре iPadOS/macOS и впервые представлена 5 июня 2023 года на конференции WWDC 2023. Apple описывает её как «первую в мире пространственную» ОС, обеспечивающую полностью трехмерный пользовательский интерфейс и управление при помощи естественных вводов: взгляда, жестов и голоса. Первоначальная версия visionOS (1.0) вышла 2 февраля 2024 года совместно с запуском Vision Pro. ОС построена на тех же технологиях, что iOS и iPadOS, включая SwiftUI, UIKit, ARKit и RealityKit, но добавляет новые компоненты для обработки пространственных 3D-интерфейсов и реального времени.
Управление мимикой доступно на гарнитуре Apple Vision Pro начиная с бета-версии 3.0 Beta 1.

## История
Разработка visionOS велась в течение 2010-х годов (кодовое имя «Borealis»). Изначально операционная система разрабатывалась под именем xrOS, но за несколько дней до анонса её переименовали в visionOS. Об официальном выпуске visionOS и гарнитуры Vision Pro было заявлено на WWDC 2023 (5 июня 2023). Apple сообщила, что устройство и ОС выйдут в начале 2024 года. В январе 2024 года Apple подтвердила, что Vision Pro появится в США 2 февраля 2024 года (предзаказы — с 19 января).
В дальнейшем система получила крупные обновления. На WWDC 2024 (10 июня 2024) была анонсирована visionOS 2, релиз которой состоялся 16 сентября 2024 совместно с другими ОС Apple (iOS 18, iPadOS 18 и др.). На WWDC 2025 (9 июня 2025) Apple показала предварительную версию visionOS 26 (третьей крупной версии, работающей на Vision Pro). С момента запуска Apple регулярно выпускает минорные обновления visionOS (например, версии 2.3.1 в феврале 2025 года) с исправлениями и улучшениями безопасности.

## Архитектура и технологии
Архитектурно visionOS является производной от iPadOS/macOS: она использует гибридное ядро XNU (как в macOS/iOS) и работает на процессорах Apple Silicon (ARM), но включает новую «субсистему реального времени» для обработки графики и ввода в пространстве. ОС поддерживает знакомые разработчикам фреймворки SwiftUI, UIKit, ARKit, RealityKit и другие, а также новые функции – например, фовеальное рендеринг и оптимизация потоков обработки для минимальной задержки. Главная особенность интерфейса — трёхмерный пользовательский интерфейс, где «плавающие» окна и объекты могут размещаться в пространстве вокруг пользователя и реагировать на естественное освещение (отбрасывать тени, показывать масштаб и расстояние). Ввод данных осуществляется при помощи взгляда, жестов рук и голоса: пользователь просто смотрит на элемент интерфейса и нажимает «щипковым» жестом пальцами для выбора, или проводит пальцами в пространстве для прокрутки. Система также распознаёт голосовые команды (Siri) и поддерживает подключение внешних клавиатур, трекпадов и геймпадов. Технология EyeSight выводит изображение глаз пользователя на внешний прозрачный дисплей Vision Pro, чтобы другие люди видели, куда смотрит владелец гарнитуры. Данные о направлении взгляда и окружении обрабатываются локально на устройстве (данные глаз и движение пальцев не передаются приложениям).

## Особенности и функции
VisionOS предоставляет бесконечное рабочее пространство: приложения отображаются в виде «окон», которые можно перетаскивать и масштабировать в 3D-пространстве. Пользователь может выстраивать несколько окон рядом или один за другим, устраивая своё окружение как портативный суперкомпьютер. Интерфейс подсвечивает элементы по фокусу взгляда, добавляет глубину и тени для восприятия масштаба, и поддерживает знакомые жесты (тап «щипком», свайп, «зум» руками) для навигации и взаимодействия.
Совместимость с iOS/iPadOS-приложениями. Система обратно совместима с существующими приложениями для iPhone и iPad: их можно запускать в visionOS «как есть» (при этом они отображаются в одном окне в пространстве). По умолчанию на гарнитуре доступны более миллиона iOS/iPadOS-приложений, хотя разработчикам предоставлена возможность отключить совместимость. Это позволяет сразу использовать знакомые приложения, не требуя их полного переосмысления под 3D-интерфейс. Кроме того, для visionOS созданы нативные приложения со специализированным пространственным дизайном (на старте таких приложений было несколько сотен, по заявлениям Apple). VisionOS ориентирован на обогащённые медиа: система способна преобразовать любое пространство в «кинотеатр» с экраном виртуальной диагональю до 100 футов. Оборудование Vision Pro имеет два сверхвысоких OLED-дисплея общей разрешающей способностью 23 млн пикселей. Это позволяет смотреть фильмы и видео с эффектом присутствия (в т. ч. специальные 3D-фильмы и «Immersive Video» в 180° разрешении 8K с пространственным звуком). Звук формируется системой персонального пространственного аудио (Spatial Audio), создавая ощущение реального размещения источников звука вокруг пользователя. Через стандартное приложение Apple TV можно просматривать 3D-фильмы (порядка сотен доступных тайтлов) без дополнительной платы. Более 100 игр Apple Arcade изначально совместимы с visionOS (с поддержкой геймпадов). Отдельно сторонние производители выпустили приложения для видео-общения, офисной работы и проч., адаптированные под перспективный интерфейс (например, Microsoft Teams, Office, Adobe, Slack, Zoom и др.). 
VisionOS содержит новые механизмы защиты. Для аутентификации введена система Optic ID – сканирование радужной оболочки глаза (iris) с последующим шифрованием данных и хранением в Secure Enclave. Оптическая идентификация используется для разблокировки устройства и подтверждения транзакций. При этом «откуда смотрит пользователь» (направление взгляда) и данные о пространстве обрабатываются на устройстве и не передаются сторонним приложениям или серверам, что сохраняет приватность. Технология EyeSight помимо отображения глаз передаёт другим людям визуальные подсказки о том, чем занят пользователь, сохраняя социальную связанность и безопасность общения.

## Устройства
VisionOS на текущий момент работает исключительно на гарнитуре Apple Vision Pro (анонсирована на WWDC 2023, в продаже с февраля 2024). Vision Pro — автономный шлем смешанной реальности, оснащённый двумя микродисплеями MicroOLED (общим разрешением ~23 млн пикселей), процессорами Apple Silicon (M2 и новым R1), камерами, лидарами и сенсорами для трекинга рук и глаз. На шлеме расположены аналогичные Apple Watch элементы: цифровая «коронка» и кнопка для фотосъёмки в 3D. Гарнитура подключается к внешнему аккумулятору (до 2 часов работы без подзарядки). Конструкция предусматривает сменные модули для удобной посадки на лицо (насадки, головные повязки различных размеров). Стоимость Vision Pro на момент релиза составляет $3,499.

## Разработка приложений
Для разработки visionOS-приложений используется Xcode 15 и SwiftUI/RealityKit/ARKit – знакомые технологии Apple с расширениями для 3D и пространственного контента. В июне 2023 года Apple выпустила бета-версию Xcode 15 с SDK для visionOS и новым инструментом Reality Composer Pro для создания 3D-сцен. Полноценная поддержка появилась в Xcode 15.2 (январь 2024) одновременно с открытием App Store для visionOS. Разработчики могут использовать стандартные жесты и виджеты (UIKit/SwiftUI), а также API для пространственных приложений (например, ARKit позволяет создавать собственные жесты, а RealityKit — управлять 3D-объектами). Apple добавила специальные фреймворки и наборы инструментов, например TabletopKit для игр на «плоских» поверхностях и API для объединённой работы нескольких приложений (volumetric APIs). Партнёры, в частности Unity, уже адаптируют свои движки и инструменты для поддержки visionOS. Система App Store для visionOS была запущена одновременно с устройством, и к выходу Vision Pro на момент старта существовало несколько сотен нативных приложений под пространственную среду.

## Восприятие и критика
Ранние обзоры отмечают, что visionOS (вместе с Vision Pro) предлагает поразительно новый опыт работы: интерфейс на основе взгляда и жестов воспринимается многими как «интуитивный и магический». Отсутствие физических контроллеров упрощает взаимодействие (пользователь просто смотрит и «щипает» пальцами для управления). Выполняются задачи в многооконном режиме, включая работы с Mac (удалённый 4K-дисплей) и мультимедиа («кинотеатр» высокого разрешения, 3D‑фото/видео). 
Однако обозреватели также критиковали Vision Pro и visionOS за вес, комфорт и цену. Шлем довольно тяжёлый (около 600–650 г спереди), к концу 30–60 минут ношения может утомлять. Привязка к внешнему аккумулятору, несмотря на её техническую причину, воспринимается как устаревшая: батарея весит более iPhone, её невозможно «горячо» заменить, и устройство работает лишь до ~2 часов без розетки. Цена $3 499 (без учёта аксессуаров) названа очень высокой.  Пользователи также отмечают недостаток контента: к старту отсутствуют нативные приложения Netflix, YouTube и других популярных сервисов (их предлагают запускать через веб-браузер).
Поле зрения устройства меньше, чем у реальных человеческих глаз, что некоторыми воспринимается как ограничение. Некоторые обзоры подчёркивают «чувство одиночества» от полностью персонального экрана и неполное погружение в реальный мир.

## История версий
|  | Предыдущий выпуск |  | Последний выпуск |  | Версия для разработчиков |

| Версия               | Номер сборки | Дата выхода     |
| -------------------- | ------------ | --------------- |
| visionOS 1.0 Beta 1  | 21N5165f     | 5 июня 2023     |
| visionOS 1.0 Beta 2  | 21N5207e     | 25 июля 2023    |
| visionOS 1.0 Beta 3  | 21N5233e     | 29 августа 2023 |
| visionOS 1.0 Beta 4  | 21N5259i     | 3 октября 2023  |
| visionOS 2.0 Beta 1  | 22N5252n     | 10 июня 2024    |
| visionOS 2.0 Beta 2  | 22N5267g     | 24 июня 2024    |
| visionOS 2.0 Beta 3  | 22N5277g     | 25 июля 2024    |
| visionOS 2.0 Beta 4  | 22N5286j     | 12 мая 2024     |
| visionOS 26.0 Beta 1 | 23M5263m     | 9 июня 2025     |